# نیک رابینسون (اوریگامیست)
نیک رابینسون (به انگلیسی: Nick Robinson) (متولد ۸ ژانویه ۱۹۵۷ در Burnham-on-Sea، انگلیس) متخصص اوریگامی انگلیسی است. وی در سال ۲۰۰۴ توسط انجمن اریگامی انگلیس به نشان فرانسه سیدنی اعطا شد و عضو افتخاری انجمن اوریگامی انگلیس است.
وی در طول زندگی حرفه ای خود یک کالیدوسکوپ از پروژه‌ها را تا کرده‌است، اما به ظروف تاشو، ماسک‌ها و طرح‌های ساده علاقه‌مند می‌شود. رویکرد او به اریگامی این است که به جای نمایش واقعی تر، با استفاده از حداقل چین و چروک‌ها موضوع اصلی را به تصویر بکشد. او به‌طور فعال با جنبش تعلیمی تاشو درگیر است، که هدف آن ترویج مطالعه دانشگاهی تاریخچه تا کردن کاغذ و آموزش آن است.

## انتشارات
رابینسون نویسنده ای کتاب‌های اوریگامب نیز هست و نزدیک به ۷۰ کتاب اریگامی نوشته‌است. برخی از کتاب‌های نوشته شده توسط رابینسون عبارتند از:
- بهترین اوریگامی ۲۰۱۰ جهانشابک ‎۹۷۸–۱۶۱۵۶۴۰۵۳۹
- Origami For Dummies Wiley & Co 2008شابک ‎۹۷۸-۰-۴۷۰-۷۵۸۵۷-۱
- گریفین 2008 Perfect Origami St. Martin'sشابک ‎۹۷۸-۰-۳۱۲-۳۷۵۹۶-۶
- کتابهای Firefly Origami Giftbox 2006.شابک ‎۹۷۸−۱−۵۵۴۰۷−۱۹۸−۲شابک 978-1-55407-198-2
- راهنمای مبتدیان برای کتابهای Origami Parragon، ۲۰۰۶.شابک ‎۱−۴۰۵۴−۵۰۴۸−۷شابک 1-4054-5048-7
- دائر lop المعارف انتشارات کوارتو اوریگامی ۲۰۰۵.شابک ‎۱−۸۴۴۴۸−۰۲۵−۹شابک 1-84448-025-9
- ناشر میخانه اوریگامی نیوهلند ۲۰۰۵.شابک ‎۱−۸۴۳۳۰−۹۳۵−۱شابک 1-84330-935-1
- ناشران بزرگسال اوریگامی نیوهلند ۲۰۰۴.شابک ‎۱−۸۴۳۳۰−۷۴۴−۸شابک 1-84330-744-8
- کتاب Origami Bible Collins & Brown 2004.شابک ‎۱−۸۴۳۴۰−۱۰۵−۳شابک 1-84340-105-3
- هواپیماهای کاغذی که واقعاً پروازهای پنجگانه را منتشر می‌کنند ۱۹۹۲شابک ‎۱−۸۵۰۷۶−۳۲۵−۹شابک 1-85076-325-9

همچنین می‌توانید نمودارهای تاشو برخی از مدلهای اصلی رابینسون را در وب سایت شخصی وی پیدا کنید.

## درس دادن
رابینسون یک معلم باتجربه اریگامی است که از سال ۱۹۸۴ کلاسهای اوریگامی را به کودکان و بزرگسالان آموزش داده‌است. وی در مدارس، باشگاه‌های جوانان، بیمارستان‌ها، گالری‌های هنری، زندان‌ها، کتابخانه‌ها و مراکز خرید در انگلیس کار کرده‌است. وی همچنین در آمریکا، ایرلند، فرانسه، آلمان، اتریش، سوئیس، اسپانیا، کاتالونیا، ایتالیا، امارات متحده عربی و ژاپن دربارهٔ اوریگامی تدریس و سخنرانی کرده‌است.

## کار تجاری
رابینسون در طول زندگی حرفه ای خود از مهارت‌های اریگامی خود در بسیاری از پروژه‌های تجاری استفاده کرده‌است، از جمله ایجاد یک جایزه برای جوایز طراحی و تولید کتاب انگلیس و طراحی مدل‌های تبلیغات "Art Attack" Kelloggs. وی همچنین با Verve Clicquot، موزه ویکتوریا و آلبرت، N-Power، زیراکس، ریبنا، پنگوئن، گوگل، روزنامه گاردین، وادینگتون، نورسکه اسکوگ، خانه چتسورث، بیبی، ساپی و بسیاری دیگر همکاری کرد. وی همچنین به عنوان بخشی از تلاش برای ترویج کتابی به نام "The Airman" از Eion Colfer مدل‌های اریگامی را ایجاد کرد.

## زندگی شخصی
رابینسون در شفیلد، یورکشایر زندگی می‌کند. گرچه او از بیش از ۳۰ سال به عنوان یک معلم حرفه ای اریگامی کار می‌کند، اما رابینسون قبلاً یک نوازنده حرفه ای بود و با Typhoon Saturday , the Comsat Angels و Neil Ardley اجرا می‌کرد.
او هنوز هم به عنوان یک گیتاریست "حلقه دار" بازی می‌کند که به‌طور گسترده در صحنه موسیقی بداهه شفیلد کار می کند. آخرین اکران وی "Cotyledon" با نام گمشده باغ است.